# Bembras longipinnis
Bembras longipinnis är en fiskart som beskrevs av Imamura och Knapp, 1998. Bembras longipinnis ingår i släktet Bembras och familjen Bembridae. Inga underarter finns listade.